# Hermandad de Santa María de la Alhambra (Granada)
La Hermandad Sacramental de la Santísima Trinidad y Nombre de Jesús y Real e Ilustre Cofradía de Penitencia de Nuestra Señora de las Angustias Coronada de Santa María de la Alhambra de Granada, fundada en 1928, es una de las cofradías de la Semana Santa granadina que más cariño recibe por los granadinos, convirtiéndose así en una de las más ricas y famosas por encontrarse en el recinto de la Alhambra.
Esta Hermandad tiene como objetivo transmitir a la gente la vida cofrade y lo importante que puede llegar a ser la Semana Santa de su ciudad, (Granada), Nuestra Santa Madre de las Angustias sosteniendo a su hijo muerto representada en nuestra Sagrada Imagen Titular, es para los Granadinos la Reina de la Alhambra y comparte la advocación patronal de Granada.

## Historia
Cuando en 1925 dejó de celebrarse el desfile antológico del Santo Entierro, en el que la piedad de Ruiz del Peral venerada en la Iglesia de Santa María ubicada en la Alhambra, había participado desde 1910, tomando entonces el nombre de Santa María de la Alhambra, se iniciaron las gestiones para la constitución de esta Cofradía de penitencia. Tomaba el testigo de la que durante el siglo XIX habían constituido los vecinos de la Alhambra para dar culto a esa imagen conocida entonces como la Virgen de los Dolores, que como fruto de la desamortización, llegó a la que era su parroquia, desde el convento de franciscanos cercano y a la que celebraban cultos en septiembre que concluían con una procesión el día de San Miguel.
Tardó en cristalizar la idea que tuvo el capellán del templo de Santa María, Emilio Villatoro uno de sus principales impulsores. Definitivamente se consigue su fundación en el año 1928 y hace su primer desfile procesional en la Semana Santa de año siguiente.Federico García Lorca fue el encargado de portar la Cruz de Guía en aquella estación de penitencia, en cumplimiento de una promesa y se inscribió entonces como hermano de la Cofradía. Partió la comitiva del Palacio de Carlos V, por no ser posible hacerlo del templo donde estaba erigida hasta que al año siguiente se agrandó su puerta lateral.
En 1931 se estrenó el célebre paso que reproduce el patio de los leones como trono para Santa María. A lo largo de los años la Cofradía ha sabido dotarse de un extraordinario juego de insignias, la mayoría de ellas en plata de ley.
Adquirió el carácter de Sacramental en 1990 y nueve años después hizo suyo, por decreto Arzobispal, el título de una antigua Hermandad con este carácter que había sido fundada en la misma Iglesia de Santa María en 1562, la Sacramental de la Santísima Trinidad y Nombre de Jesús.
En el año 2000 la imagen de Ntra. Señora fue coronada canónicamente por el Arzobispo, hoy Cardenal Primado, D. Antonio Cañizares Llovera.

## Música

### Histórico de Bandas
La Banda “Felipe Moreno” de Cúllar Vega (Granada) procesionó junto a Santa María de la Alhambra un Jueves Santo de 2009 y de manera extraordinaria fuera de su emplazamiento habitual, por la celebración de un Entierro Magno (Passio Granatensis) que tuvo lugar el Sábado Santo 11 de abril de 2009.